# Peltophryne fluviatica
El sapo caribeño dominicano[cita requerida] (Peltophryne fluviatica) es una especie de anfibio anuro de la familia de sapos Bufonidae. Es endémico de la República Dominicana. Está considerada como especie en peligro crítico de extinción debido a su distribución tan restringida y a causa de la pérdida de su hábitat. No se ha visto en tres décadas desde su descubrimiento. Se distribuye en el noroeste de la República Dominicana entre los 150 y los 175 m de altitud.

## Publicación original
- Schwartz, A. 1972. The native toads (Anura, Bufonidae) of Hispaniola. Journal of Herpetology, vol. 6, n. 3-4, p. 217-231.